# Lista över borgmästare i Säter
Detta är en lista över staden Säters stads borgmästare.

## Borgmästare i Säter
Borgmästare i Säters stad före 1971.
| Ämbetstid | Namn             | Levnadstid | Övrigt |
| --------- | ---------------- | ---------- | ------ |
|           | Abraham Groot    | 1664–1734  |        |
|           | Olof Schwan      | 1707–1761  |        |
| 1761–1762 | Olof Malmsten    | 1720–1797  |        |
| 1789–1815 | Andreas Arosin   | 1735–1815  |        |
| 1856–1860 | Wilhelm Abenius  | 1825–1903  |        |
| 1876–1904 | Arvid Anderstedt | 1848–1904  |        |
| 1905–1918 | Arvid Ulrich     | 1870–1918  |        |
| 1921–1934 | Gustaf Winqvist  | 1868–1934  |        |